# 문경시의 국회의원

## 행정구역 변천
- 1945년 8월 15일 경상북도 문경군
- 1986년 1월 1일 점촌읍·호계면 일부에 점촌시 설치
- 1995년 1월 1일 점촌시와 문경군을 통합하여 문경시 설치

## 문경시의 역대 국회의원 일람
| 대수         | 이름           | 소속정당   | 임기                               | 선거구역                       |
| ------------ | -------------- | ---------- | ---------------------------------- | ------------------------------ |
| 제1대        | 조병한(趙炳漢) | 무소속     | 1948년 5월 31일 - 1950년 5월 30일  | 문경군 일원(제29선거구)        |
| 제2대        | 양재하(梁在廈) | 무소속     | 1950년 5월 31일 - 1954년 5월 30일  | 문경군 일원(제30선거구)        |
| 제3대        | 윤만석(尹萬石) | 자유당     | 1954년 5월 31일 - 1958년 5월 30일  | 문경군 일원(제30선거구)        |
| 제4대        | 이동영(李東寧) | 자유당     | 1958년 5월 31일 - 1960년 7월 28일  | 문경군 일원(제34선거구)        |
| 제5대 민의원 | 이병하(李炳夏) | 민주당     | 1960년 7월 29일 - 1961년 5월 16일  | 문경군 일원(제34선거구)        |
| 제6대        | 이동영(李東寧) | 민주공화당 | 1963년 12월 17일 - 1967년 6월 30일 | 문경군 일원(제18선거구)        |
| 제7대        | 이동영(李東寧) | 민주공화당 | 1967년 7월 1일 - 1971년 6월 30일   | 문경군 일원(제18선거구)        |
| 제8대        | 고우진(高禹鎭) | 민주공화당 | 1971년 7월 1일 - 1972년 10월 17일  | 문경군 일원(제21선거구)        |
| 제9대        | 채문식(蔡汶植) | 신민당     | 1973년 3월 12일 - 1979년 3월 11일  | 문경군·예천군 일원(제11선거구) |
| 제9대        | 황재홍(黃在洪) | 민주공화당 | 1973년 3월 12일 - 1979년 3월 11일  | 문경군·예천군 일원(제11선거구) |
| 제10대       | 채문식(蔡汶植) | 신민당     | 1979년 3월 12일 - 1980년 10월 27일 | 문경군·예천군 일원(제11선거구) |
| 제10대       | 구범모(具範謨) | 민주공화당 | 1979년 3월 12일 - 1980년 10월 27일 | 문경군·예천군 일원(제11선거구) |
| 제11대       | 채문식(蔡汶植) | 민주정의당 | 1981년 4월 11일 - 1985년 4월 10일  | 문경군·예천군 일원(제13선거구) |
| 제11대       | 김기수(金基洙) | 한국국민당 | 1981년 4월 11일 - 1985년 4월 10일  | 문경군·예천군 일원(제13선거구) |
| 제12대       | 채문식(蔡汶植) | 민주정의당 | 1985년 4월 11일 - 1988년 5월 29일  | 문경군·예천군 일원(제10선거구) |
| 제12대       | 반형식(潘亨植) | 신한민주당 | 1985년 4월 11일 - 1988년 5월 29일  | 문경군·예천군 일원(제10선거구) |
| 제13대       | 신영국(申榮國) | 통일민주당 | 1988년 5월 30일 - 1992년 5월 29일  | 점촌시·문경군 일원             |
| 제14대       | 이승무(李昇茂) | 무소속     | 1992년 5월 30일 - 1996년 5월 29일  | 점촌시·문경군 일원             |
| 제15대       | 황병태(黃秉泰) | 신한국당   | 1996년 5월 30일 - 1997년 12월 26일 | 문경시·예천군 일원             |
| 제15대       | 신영국(申榮國) | 한나라당   | 1998년 4월 3일 - 2000년 5월 29일   | 문경시·예천군 일원             |
| 제16대       | 신영국(申榮國) | 한나라당   | 2000년 5월 30일 - 2004년 5월 29일  | 문경시·예천군 일원             |
| 제17대       | 신국환(辛國煥) | 무소속     | 2004년 5월 30일 - 2008년 5월 29일  | 문경시·예천군 일원             |
| 제18대       | 이한성(李翰成) | 한나라당   | 2008년 5월 30일 - 2012년 5월 29일  | 문경시·예천군 일원             |
| 제19대       | 이한성(李翰成) | 새누리당   | 2012년 5월 30일 - 2016년 5월 29일  | 문경시·예천군 일원             |
| 제20대       | 최교일(崔敎一) | 새누리당   | 2016년 5월 30일 -2020년 5월 29일   | 영주시·문경시·예천군 일원      |
| 제21대       | 임이자(林利子) | 미래통합당 | 2020년 5월 30일 ~ 2024년 5월 29일  | 상주시·문경시 일원             |
| 제22대       | 임이자(林利子) | 국민의힘   | 2024년 5월 30일 ~                  | 상주시·문경시 일원             |

## 같이 보기
- 예천군의 국회의원
- 영주시의 국회의원
- 상주시의 국회의원
- 문경시·예천군
- 영주시·문경시·예천군
- 상주시·문경시